# Adelchi Serena
Adelchi Serena (ur. 27 grudnia 1895 w L’Aquili, zm. 29 stycznia 1970 w Rzymie) – włoski prawnik i polityk faszystowski.

## Życiorys
Pochodził z rodziny kupieckiej, był synem Giuseppe i Emiliany. Uczył się w gimnazjum w L’Aquila, z którego został usunięty w 1911. Po wybuchu I wojny światowej wstąpił na ochotnika do armii, ale został z niej zwolniony z uwagi na zły stan zdrowia. W 1915 ukończył szkołę średnią. W 1916 został powołany do służby wojskowej i przyjęty do korpusu bersalierów. Służył w nim do 1919, awansując do stopnia majora. Dzięki udogodnieniom dla kombatantów ukończył studia prawnicze na uniwersytecie w Neapolu. Pracował w biurze burmistrza L'Aquila.

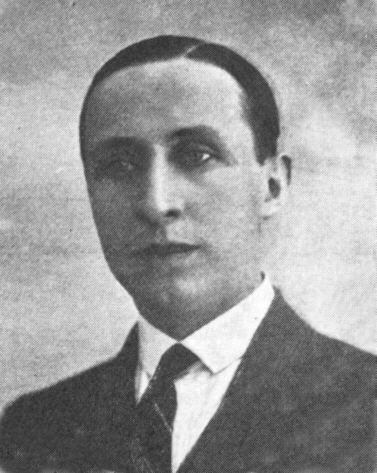
Adelchi Serena w 1915

## Działalność polityczna
W lutym 1921 został członkiem Narodowej Partii Faszystowskiej, a od 1923 kierował strukturami partyjnymi w rodzinnym mieście. Nie brał udziału w marszu na Rzym (28 października 1922), ale po przejęciu władzy przez faszystów uczestniczył w paradzie zwycięstwa w Rzymie, zorganizowanej trzy dni później. Od 1926, przez osiem lat pełnił funkcję burmistrza miasta L’Aquila. Wspierał rozbudowę potencjału turystycznego miasta, a także rozwój miejscowej drużyny piłkarskiej (objął funkcję jej prezesa).
Od 1923 był członkiem Ochotniczej Milicji Bezpieczeństwa Narodowego. W 1924 został wybrany deputowanym do parlamentu, w którym zasiadał przez dwie kadencje, a od 1939 w Izbie Korporacji (która zastąpiła parlament).
Od początku lat 30. mieszkał w Rzymie, awansując do władz Narodowej Partii Faszystowskiej, od 1933 pełnił funkcję zastępcy sekretarza krajowego partii. Od 1934 zasiadał w Wielkiej Radzie Faszystowskiej. W październiku 1939 objął kierownictwo resortu prac publicznych, a w październiku 1940 zastąpił Ettore Muti na stanowisku sekretarza Narodowej Partii Faszystowskiej. Konflikty w kierownictwie partii przyspieszyły jego dymisję w grudniu 1941. Miesiąc później wyjechał do Chorwacji, gdzie jako podpułkownik 11 pułku bersalierów wziął udział w walkach przeciwko partyzantom. Za udział w walkach został odznaczony Krzyżem Wojennym za Męstwo Wojskowe. Po kapitulacji Włoch we wrześniu 1943 ukrywał się w Rzymie pod fałszywym nazwiskiem.

## Powojenne losy
Po wyzwoleniu Rzymu przez aliantów nadal się ukrywał. Ostatecznie został rozpoznany i stanął przed sądem w Rzymie za swoją działalność w państwie faszystowskim. W lipcu 1947 został uniewinniony. Od tej pory nie zajmował się działalnością polityczną, mieszkał w majątku swojego teścia, zmarł w 1970.

## Życie prywatne
Był żonaty (żona Maria Angelika Ciarocca), miał czworo dzieci.